# Henri Fantin-Latour
Henri Fantin-Latour (14 tháng 1 năm 1836 – 25 tháng 8 năm 1904) là một họa sĩ, nghệ sĩ in thạch bản người Pháp được biết đến nhiều nhất với những tác phẩm vẽ hoa và chân dung các họa sĩ và nhà văn Paris.

## Tác phẩm

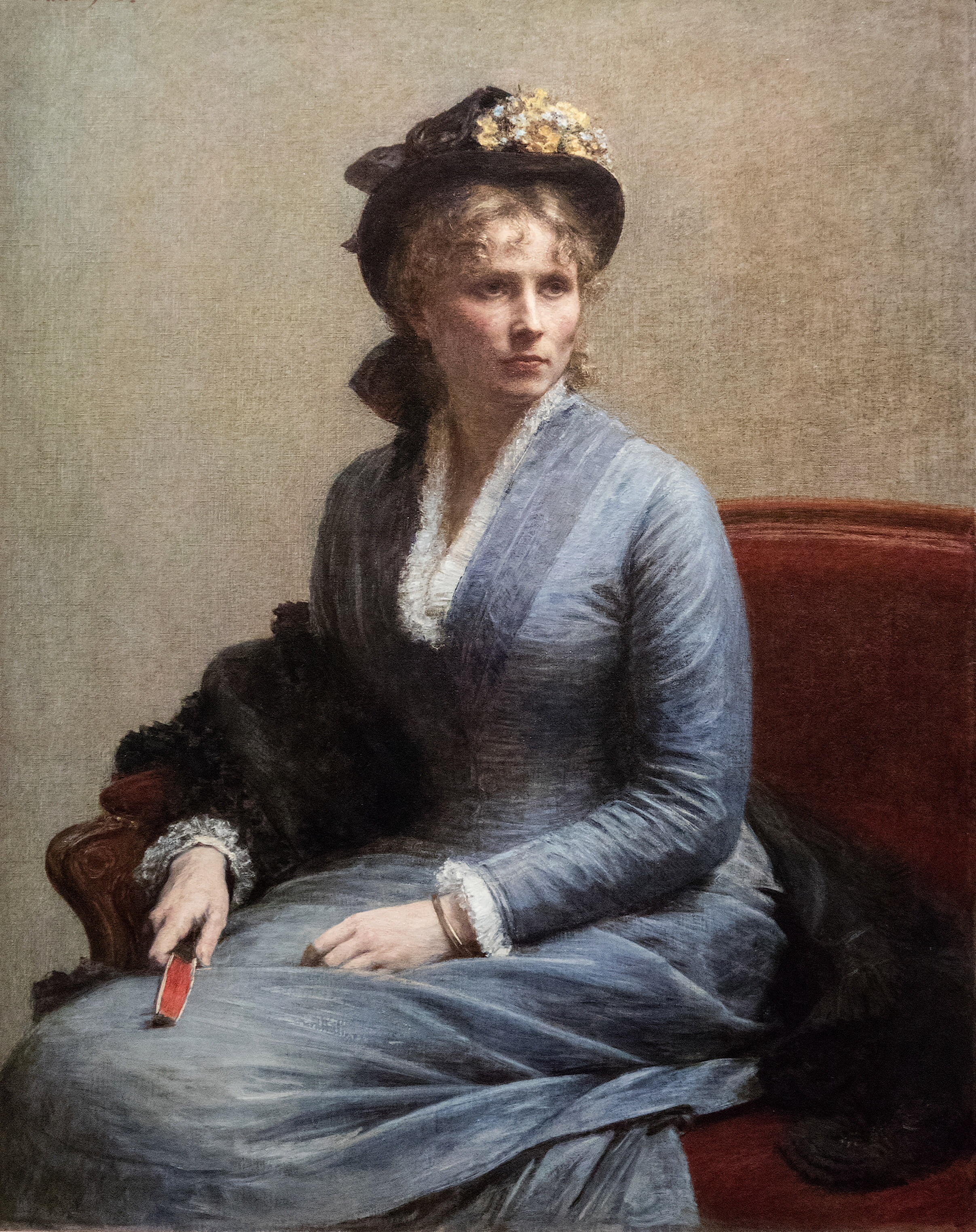
Charlotte Dubourg, 1882
Sonia, 1890, National Gallery of Art
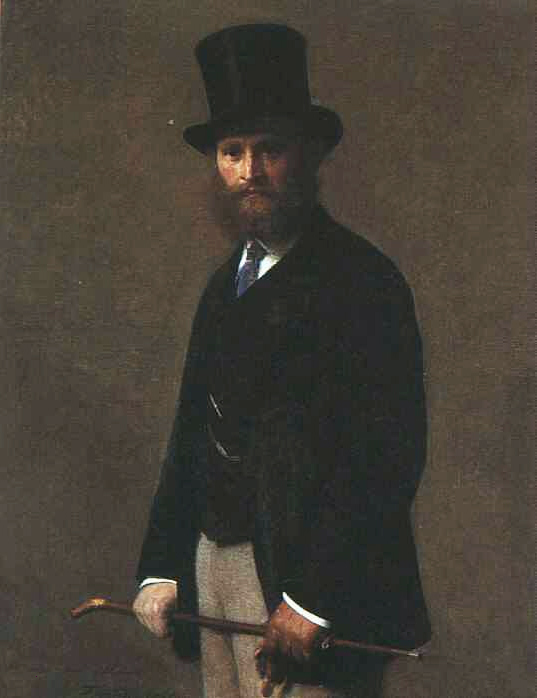
Édouard Manet, 1867
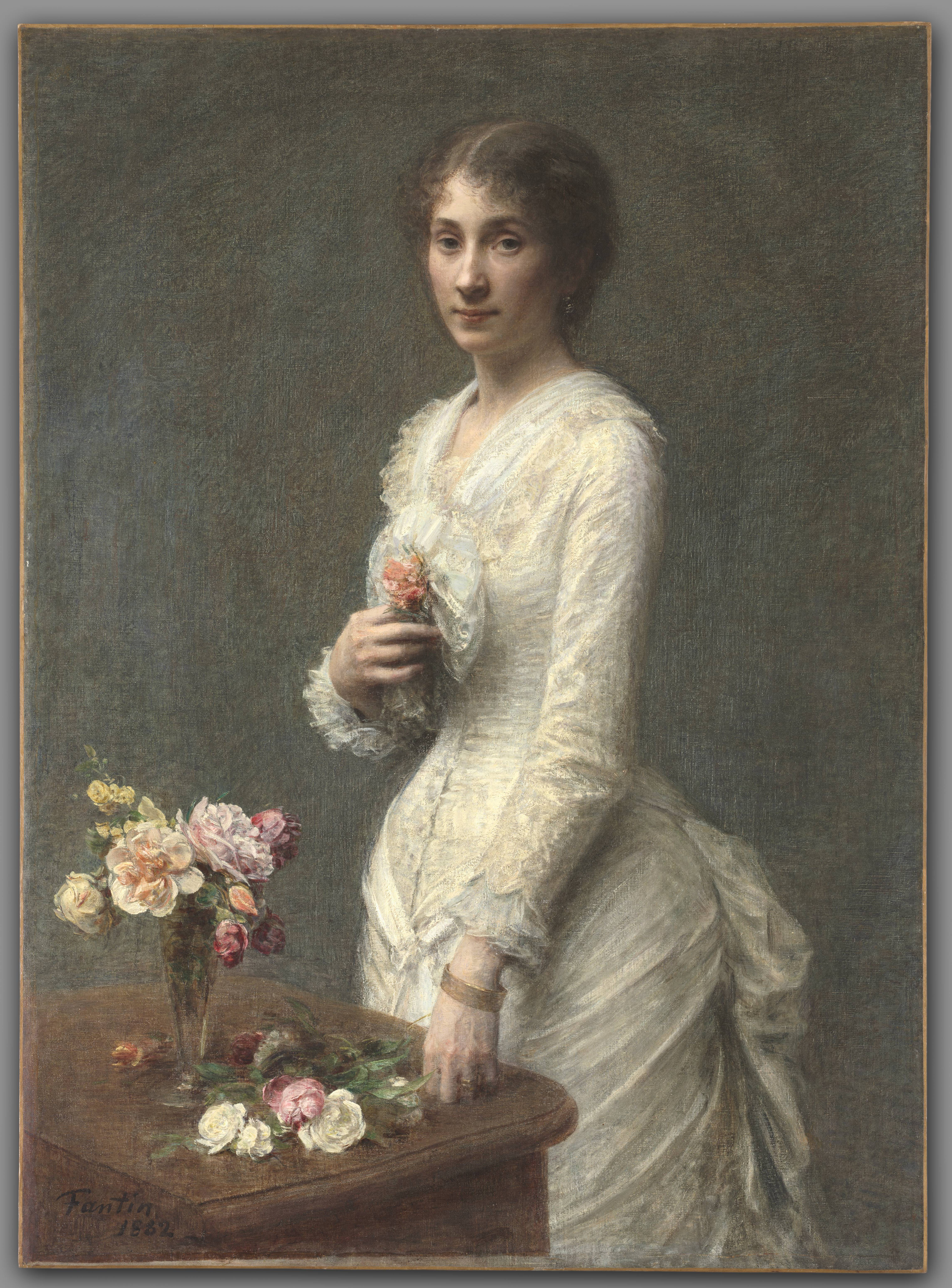
Madame Lerolle 1882
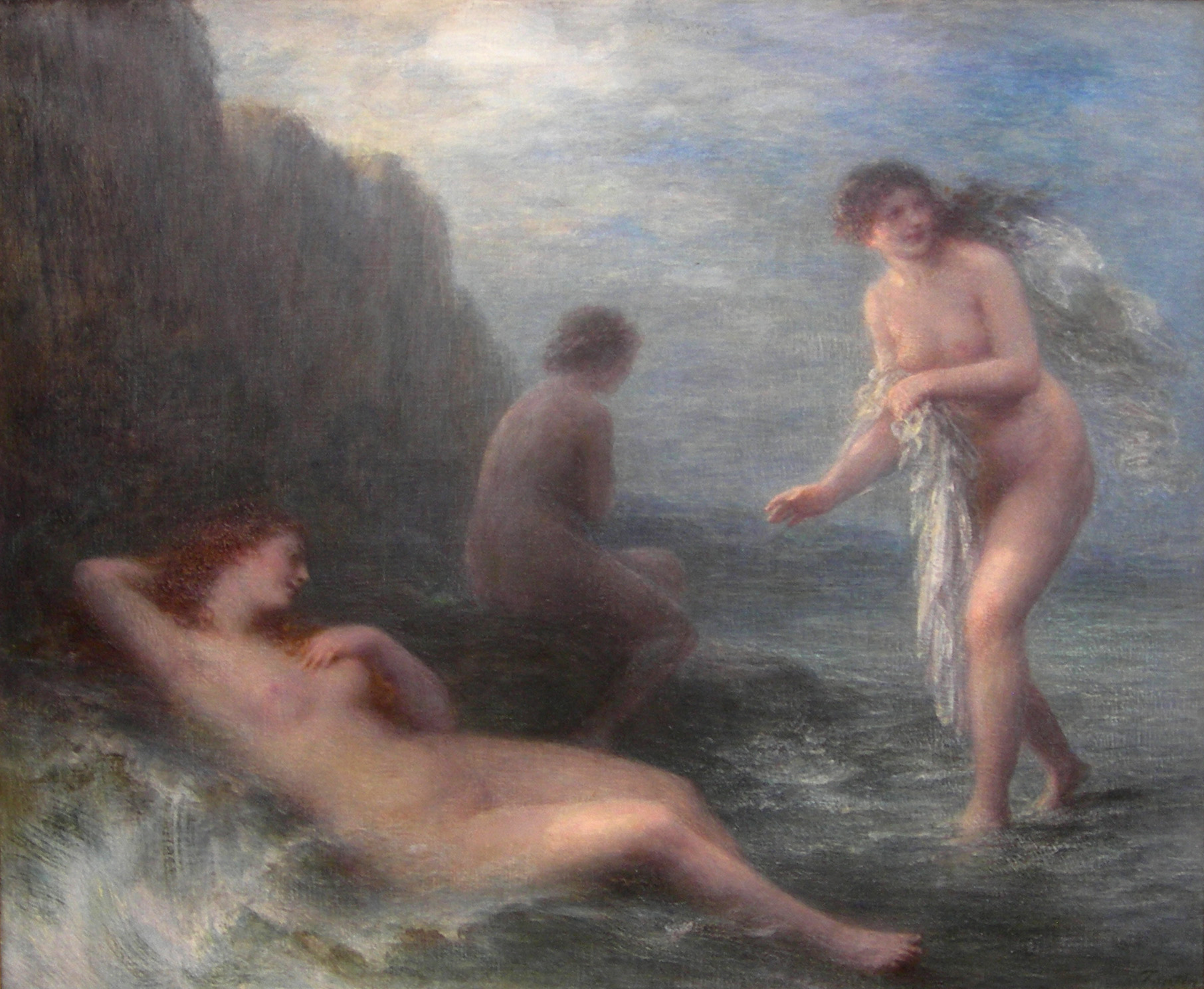
Le Soir, n.d.
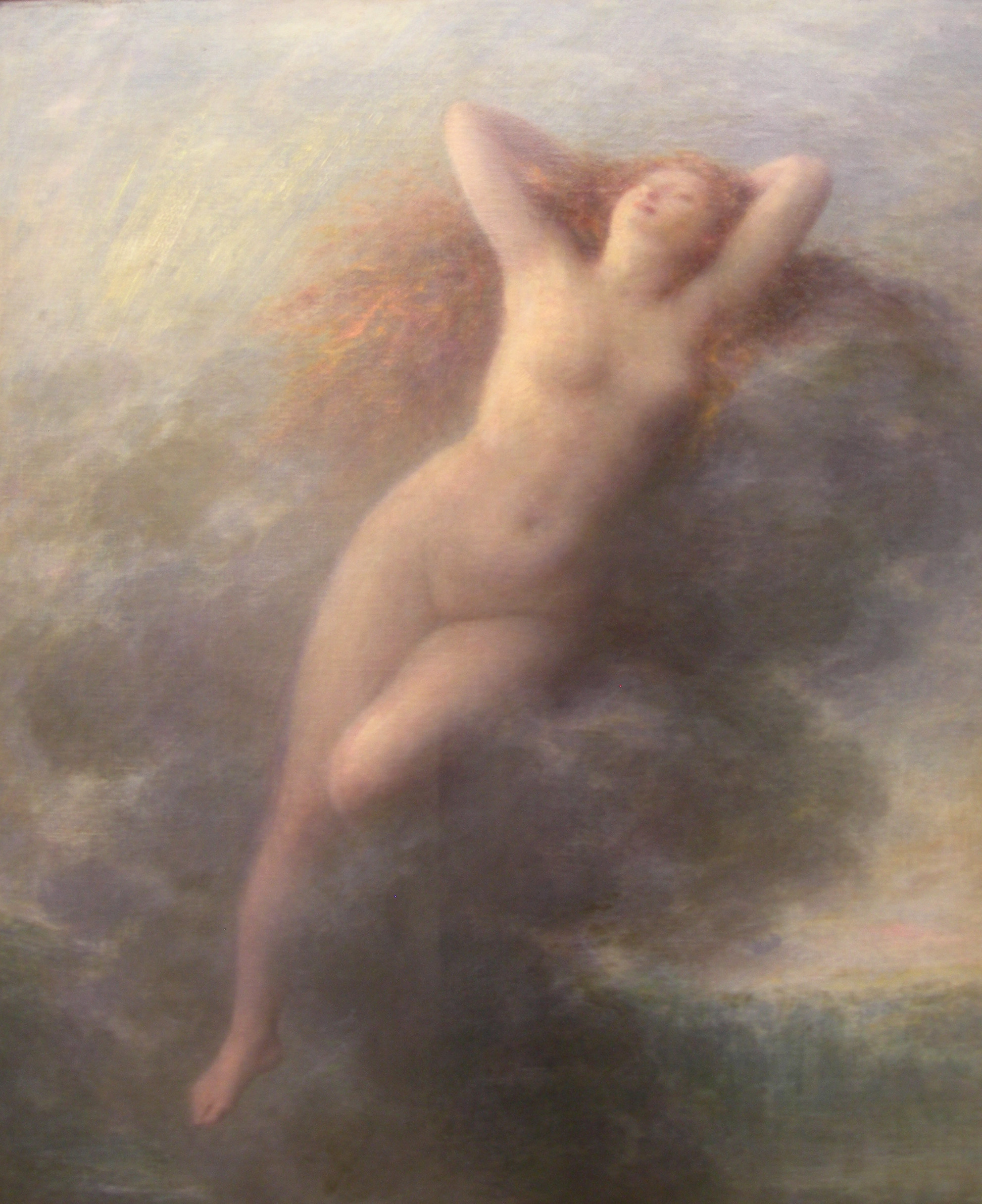
Aurora
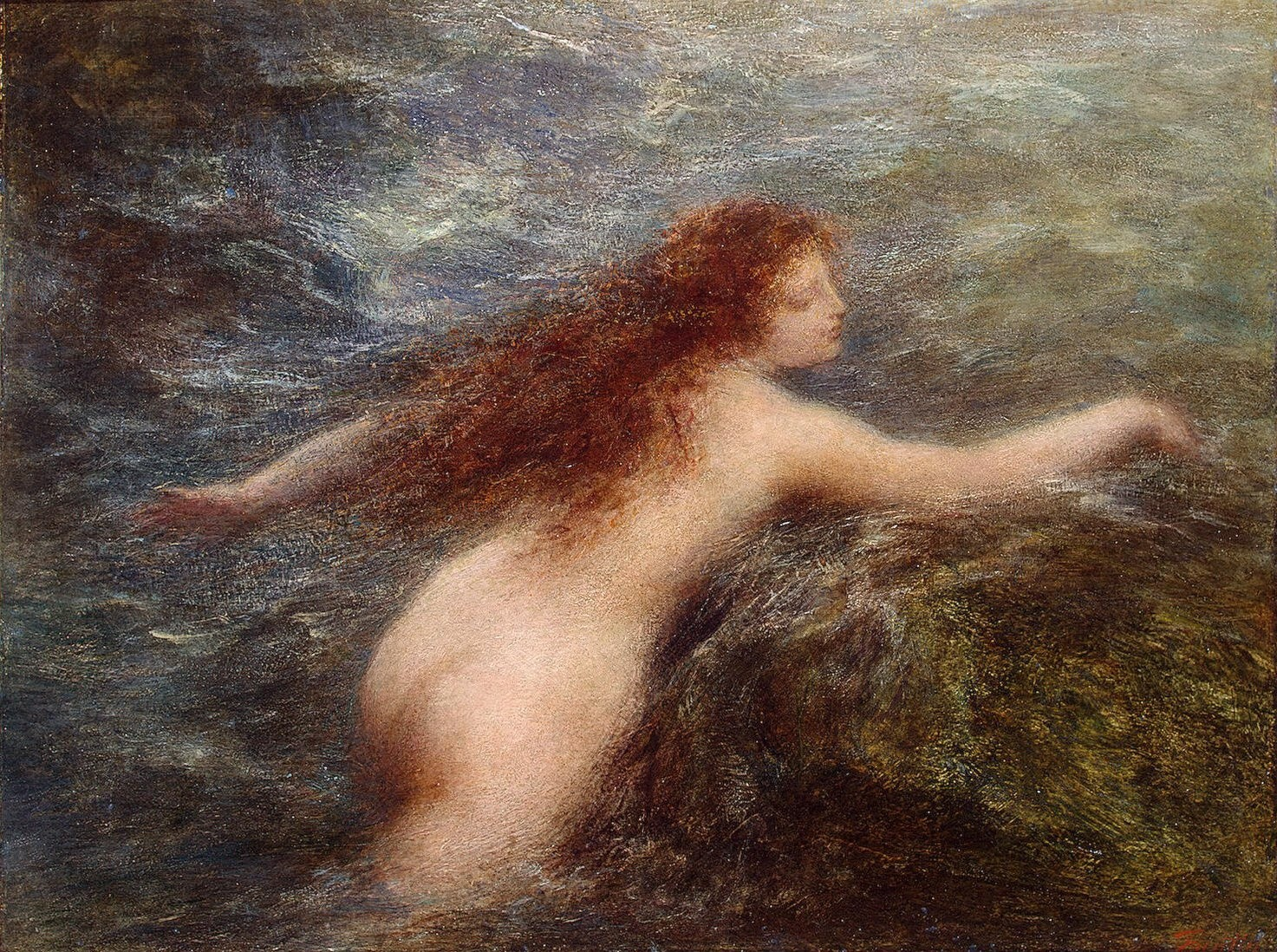
Naiade, n.d.
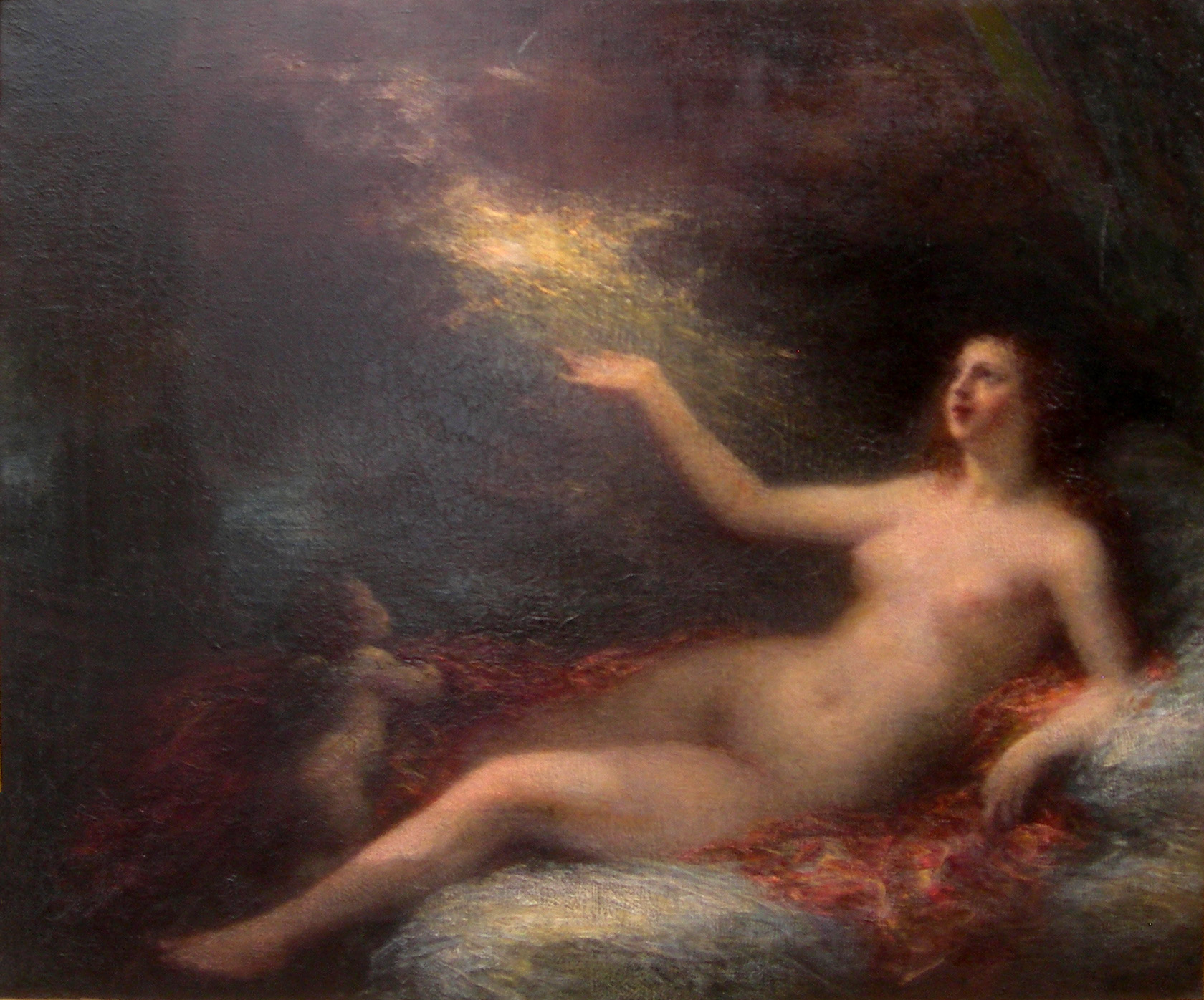
Danae